# Jaromír Plíšek
Jaromír Plíšek (n. 20 mai 1955, Praga, Cehoslovacia) este un călător, muzician și diplomat ceh. Din 1997 până în 2001 a fost ambasador al Republicii Cehe în România și Republica Moldova, iar din 2006 până în 2010 ambasador al Republicii Cehe în Ungaria, din 2017 până în 2021 a ocupat funcția de secretar principal al Biroului Bisericii Centrale al Bisericii Catolice Cehoslovace.
Din 2024 este ambasadorul Republicii Cehe în Republica Moldova.

## Biografie
A crescut în cartierul praghez Bílá Hora (Muntele Alb). A studiat ingineria transporturilor la Facultatea de Construcții a Universității Tehnice Cehe și de asemenea limba română la Facultatea de Arte a Universității Caroline.
Inițial a ajuns în România din dragostea sa pentru drumețiile montane, iar după ce și-a întâlnit compatrioții în Banat a înființat înainte de Revoluție Asociația de Asistență a Compatrioților din România. A continuat această activitate după Revoluția de catifea din noiembrie 1989, cooperând cu Asociația Pentru Apărarea Drepturilor Omului în România – Comitetul Helsinki, iar în 1997 a fost numit ambasador în România și Republica Moldova. După întoarcerea în Cehia, a lucrat în Ministerul Afacerilor Externe și apoi a fost numit ambasador al Republicii Cehe în Ungaria.
Ulterior a fost numit ministru adjunct al afacerilor externe al Republicii Cehe.
Este autorul cărții Rumunština do batohu despre călătoriile sale în munții României. Cartea cuprinde și cuvinte și fraze simple care ajută turiștii cehi să se deplaseze prin România.
A cântat și cu formațiile muzicale Ahoj, Pahoj și Ejhle, formate din membri ai Bisericii Evanghelice a Fraților Cehi (ČCE), de care aparține. Unele cântece ale lui Plíšek au apărut și cartea de cântece Svítá, care este folosit de această biserică și în timpul slujbelor bisericești.

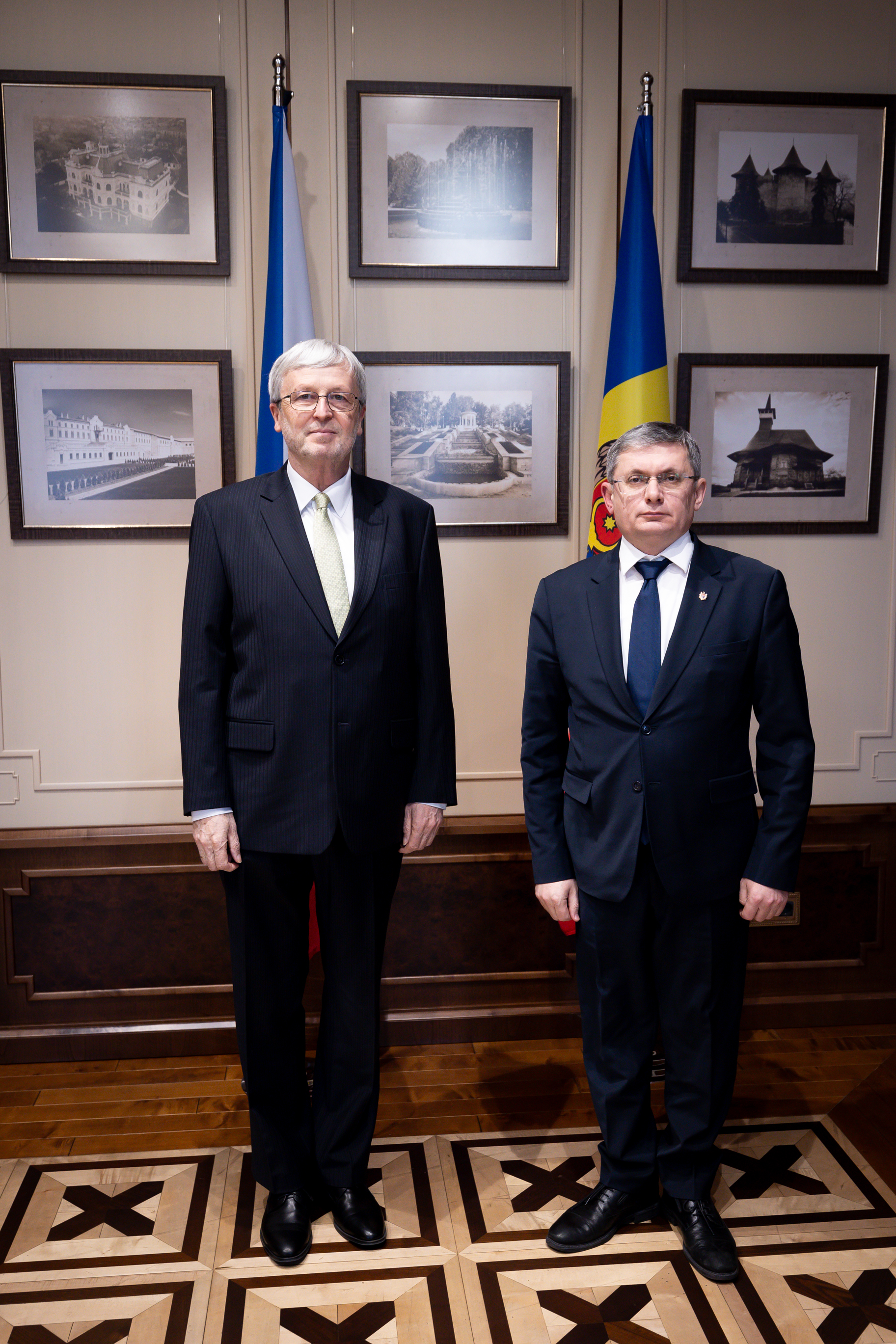
13 februarie 2025 - Întrevederea Președintelui Parlamentului, Igor Grosu (dreapta), cu ambasadorul Republicii Cehe în Republica Moldova, Jaromír Plíšek

Din septembrie 2024, este ambasadorul Republicii Cehe în Republica Moldova, unde i-a succedat lui Stanislav Kázecký.